# Проввіденті
Проввіденті (італ. Provvidenti) — муніципалітет в Італії, у регіоні Молізе,  провінція Кампобассо.
Проввіденті розташоване на відстані близько 195 км на схід від Рима, 21 км на північний схід від Кампобассо.
Населення — 120 осіб (2014).
Покровитель — святий Миколай.

## Демографія
Населення за роками:

Станом на 1 січня 2023 року в муніципалітеті іноземці офіційно не проживали.

## Сусідні муніципалітети
- Казакаленда
- Морроне-дель-Санніо
- Ріпаботтоні